# Leaving Metropolis
Leaving Metropolis er den fjerde EP fra det danske elektro-rock-band Dúné. Den blev udgivet 10. maj 2010 på New Gang of Robot's Rec. / Iceberg Records, i forlængelse af deres andet studiealbum Enter Metropolis som udkom i august 2009. EP'en markerede Dúnés afslutning på Metropolis-æraen, som blandt andet bragte dem ud og spille flere end 100 koncerter i det meste af verden, på den store Enter Metropolis Tour.
De seks sange er en blanding af tidligere ikkeudgivne kompositioner (Million Miles & Revelation), singlen fra Dúné dokumentaren Stages (The World Is Where We're Heading (Stages)), en genindspilning af en sang fra deres første Demo (Searching Space), et James Kayne remix af Enter Metropolis første single "Victim Of The City" samt sangen "Heiress of Valentina (Princess)", der blev udgivet samtidig med EP'en.
Alle sange er komponeret af Dúné, mens teksterne er skrevet af Mattias Kolstrup og Piotrek Wasilewski.

## Sporliste
1. Heiress of Valentina (Princess) (Radio version) – 3:53
2. The World Is Where We're Heading (Stages) – 3:42
3. Million Miles – 4:16
4. Searching For Space – 3:54
5. Victim Of The City (James Kayn Remix) – 6:40
6. Revelation – 3:59